# Christian Gottlieb Starklof
Christian Gottlieb Starklof (* 2. Januar 1736 in Weida; † 24. Juni 1817 in Oldenburg) war oldenburgischer Kammerdiener und Postdirektor im Großherzogtum Oldenburg.

## Leben

### Herkunft und berufliche Karriere
Starklof wurde als Sohn von Johann Gottfried Starklof († 1757), Bürger, Ratsverwandter und Buchbinder in Weida und der Johanna Maria, geb. Schmiedt aus Schleiz geboren. In jungen Jahren wurde Starklof zunächst Soldat und diente erst in der kursächsischen und später in der preußischen Armee. 1759 wurde er Kammerdiener des Herzogs Georg Ludwig von Schleswig-Holstein-Gottorf und blieb nach dessen Tod im Dienst seiner beiden Söhne, die er von 1764 bis 1769 auf ihrer ausgedehnten Studienreise in die Schweiz und nach Italien begleitete. Auch in den folgenden Jahren gehörte er als Kammerdiener zum kleinen Gefolge des zum Landesherrn des Herzogtums Oldenburg bestimmten Prinzen Peter Friedrich Ludwig und begleitete diesen auch auf seine Grand Tour nach Russland, England und Dänemark und während Peters Teilnahme als Offizier am Russisch-Türkischen Krieg 1774. In seiner fast fünfundzwanzigjährigen Dienstzeit erwarb sich Starklof das volle Vertrauen des Prinzen. Vor dessen Regierungsantritt setzte der Prinz Starklof im Februar 1784 als Registrator bei der Kammer in Oldenburg ein, um ihm die späte Gründung eines eigenen Hausstandes zu ermöglichen. Auch in den folgenden Jahren sorgte der Herzog für seinen ehemaligen Diener und ernannte ihn, als im Mai 1800 die bis dahin private Post im Herzogtum verstaatlicht wurde, zum Postmeister des vorerst einzigen Postamtes der Residenzstadt. Am 6. August 1808 beförderte der Herzog Starklof zum Direktor der sich rasch ausweitenden Postverwaltung, wodurch sich Starklof eine geachtete Stellung in der sozial nicht streng differenzierten Stadt sichern konnte. Bereits 1774 in Sankt Petersburg war er den Freimaurern beigetreten und spielte nun auch in der oldenburgischen Loge Zum goldenen Hirsch als Sekretär, erster Aufseher und deputierter Meister eine wichtige Rolle. Während der Oldenburgischen Franzosenzeit war Starklof nicht im Staatsdienst verblieben, sondern begleitete Herzog Peter im Februar 1811 ins russische Exil. Nach dessen Rückkehr im November 1813 erhielt er sein altes Amt als Postdirektor zurück, das er bis zu seinem Tode innehatte.

## Familie
Starklof heiratete am 18. November 1784 die aus Ludwigsburg stammende Charlotte Eberhardine geb. Burkhard (1758–1822), die als Zofe Friederike von Württembergs, der Gemahlin des Herzogs Peter Friedrich Ludwig in Oldenburg tätig war. Das Ehepaar hatte drei Söhne, von denen Friedrich Detlev Georg (1788–nach 1841) Amtmann in oldenburgischen Diensten war und Ludwig (1789–1850) sich als Theaterintendant und Schriftsteller hervortrat. Der Enkel Peter (1828–1914) wurde oldenburgischer und danach kaiserlicher Oberpostdirektor in Oldenburg.